# Корабль-призрак пролива Нортамберленд

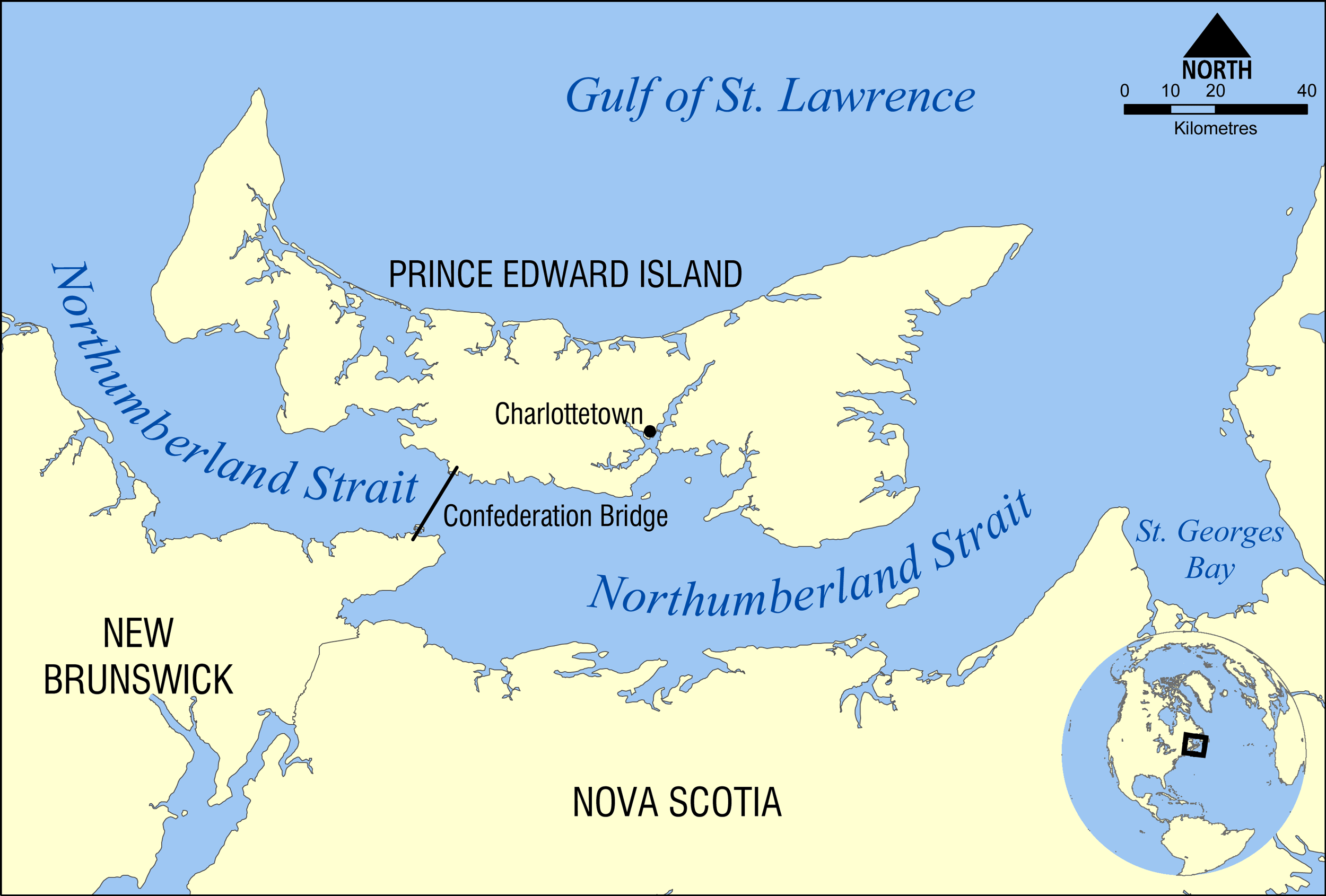
Карта пролива Нортамберленд.

Корабль-призрак пролива Нортамберленд — это корабль-призрак, который, согласно канадскому фольклору, плавает в огне в проливе Нортамберленд, водоёме, отделяющем остров Принца Эдуарда от Новой Шотландии и Нью-Брансуика в восточной Канаде.

## История
Легенда о корабле-призраке в проливе Нортамберленд существует по меньшей мере 200 лет, и обычно его описывают как красивую шхуну с тремя или четырьмя мачтами с белоснежными парусами, все из которых, как говорят, полностью охвачены пламенем. Пролив Нортамберленд отделяет остров Принца Эдуарда от Нью-Брансуика и Новой Шотландии, и, согласно местному фольклору, корабль-призрак появляется перед северо-восточным ветром и является предупреждением о шторме.
Существует ряд легенд и историй, которые описывают случаи наблюдения корабля-призрака на протяжении многих лет и включают описания отличительных черт мачт корабля и призрачных членов экипажа, взбирающихся на них, прежде чем судно предположительно полностью сгорит, утонет или исчезнет. Согласно легенде, в 1900 году группа моряков поднялась на борт небольшой гребной лодки в гавани Шарлоттауна и помчалась к кораблю-призраку, чтобы спасти команду, но корабль исчез. В январе 2008 года 17-летний Матье Гигер рассказал местной газете, что, как ему показалось, он видел легендарный корабль-призрак в заливе Татамагуш, описав его как «яркий бело-золотой корабль». Житель горы Татамагуш Мелвин Лангилл также утверждает, что видел корабль однажды ночью в октябре, объясняя: «Я верю во все это, и я не знаю, что ещё это могло бы быть».

## Естественное обоснование
В 1905 году учёный из Нью-Брансуика Уильям Фрэнсис Ганонг предположил, что легенда могла возникнуть из-за естественных электрических явлений, таких как Огни святого Эльма, которые подвергались интерпретации как «пылающий такелаж корабля». Другие объяснения предполагают, что иллюзия могла быть создана полосой тумана, отражающей лунный свет.

## Музыка и массовая культура
Корабль-призрак стал более широко известен в последние годы отчасти благодаря популярной песне Ленни Галланта, канадского певца и автора песен из Рустико, остров Принца Эдуарда, а также упоминанию в подкасте «Алиса не умерла». Эта песня отсылает к фольклору о легендарном корабле: − «Там вспыхивает пламя и вспышка света/И там, на приливе, пугающее зрелище /Как высокий корабль, весь в огне, освещает небо/Рассказы о корабле-призраке, от грузовика до киля в огне/Она плывёт по широкому проливу Нортамберленд/Никто не знает её имени». Она дебютировала в его альбоме 1988 года Breakwater и называется «Tales of the Phantom Ship».
В июне 2014 года Почта Канады выпустила специальную марку с изображением корабля-призрака пролива Нортаберленд. Марка была выпущена в пятницу 13-го, в рамках серии канадских марок «История призраков».